# Muricea echinata
Muricea echinata is een zachte koraalsoort uit de familie Plexauridae. De koraalsoort komt uit het geslacht Muricea. Muricea echinata werd in 1855 voor het eerst wetenschappelijk beschreven door Milne Edwards. 